# Edmund Kaczmarek
Edmund Kaczmarek (ur. 1935, zm. 10 maja 2011) – polski urzędnik konsularny.
Był absolwentem Wydziału Dyplomatyczno-Konsularnego Szkoły Głównej Służby Zagranicznej w Warszawie. Wieloletni pracownik służby zagranicznej, w której pełnił funkcje m.in. Konsula Generalnego RP w Mumbaju i Konsula Generalnego RP w Kantonie (1997–2001). Urzędnik Kancelarii Prezesa Rady Ministrów. 
Żonaty z Teresą, miał syna Dariusza. Pochowany na cmentarzu komunalnym Północnym w Warszawie. 

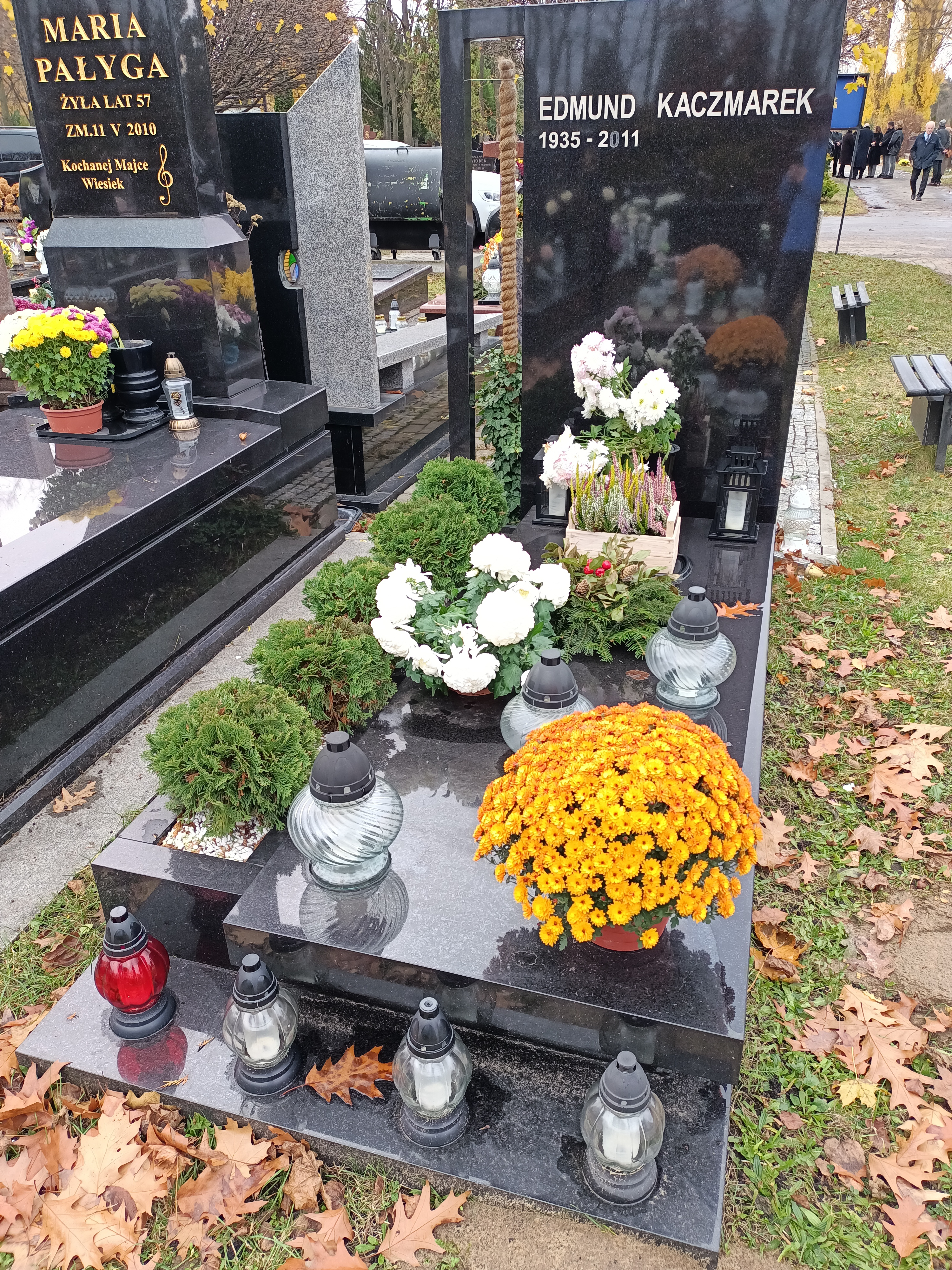
Grób Edmunda Kaczmarka na Cmentarzu Komunalnym Północnym w Warszawie